# Alabes hoesei
Alabes hoesei is een  straalvinnige vissensoort uit de familie van schildvissen (Gobiesocidae). De wetenschappelijke naam van de soort is voor het eerst geldig gepubliceerd in 1976 door Springer & Fraser.